# Żeleźniakowa Brama
Żeleźniakowa Brama (Skalna Brama) – jaskinia, a właściwie schronisko, w Dolinie Kościeliskiej w Tatrach Zachodnich. Ma dwa otwory wejściowe położone w dolnej części żlebu Głębowiec, w zboczu Kominiarskiego Wierchu, poniżej Schroniska nad Bramą i Szczeliny na Grzędzie, na wysokościach 1140 i 1145 metrów n.p.m. Długość jaskini wynosi 8 metrów, a jej deniwelacja 5 metrów.

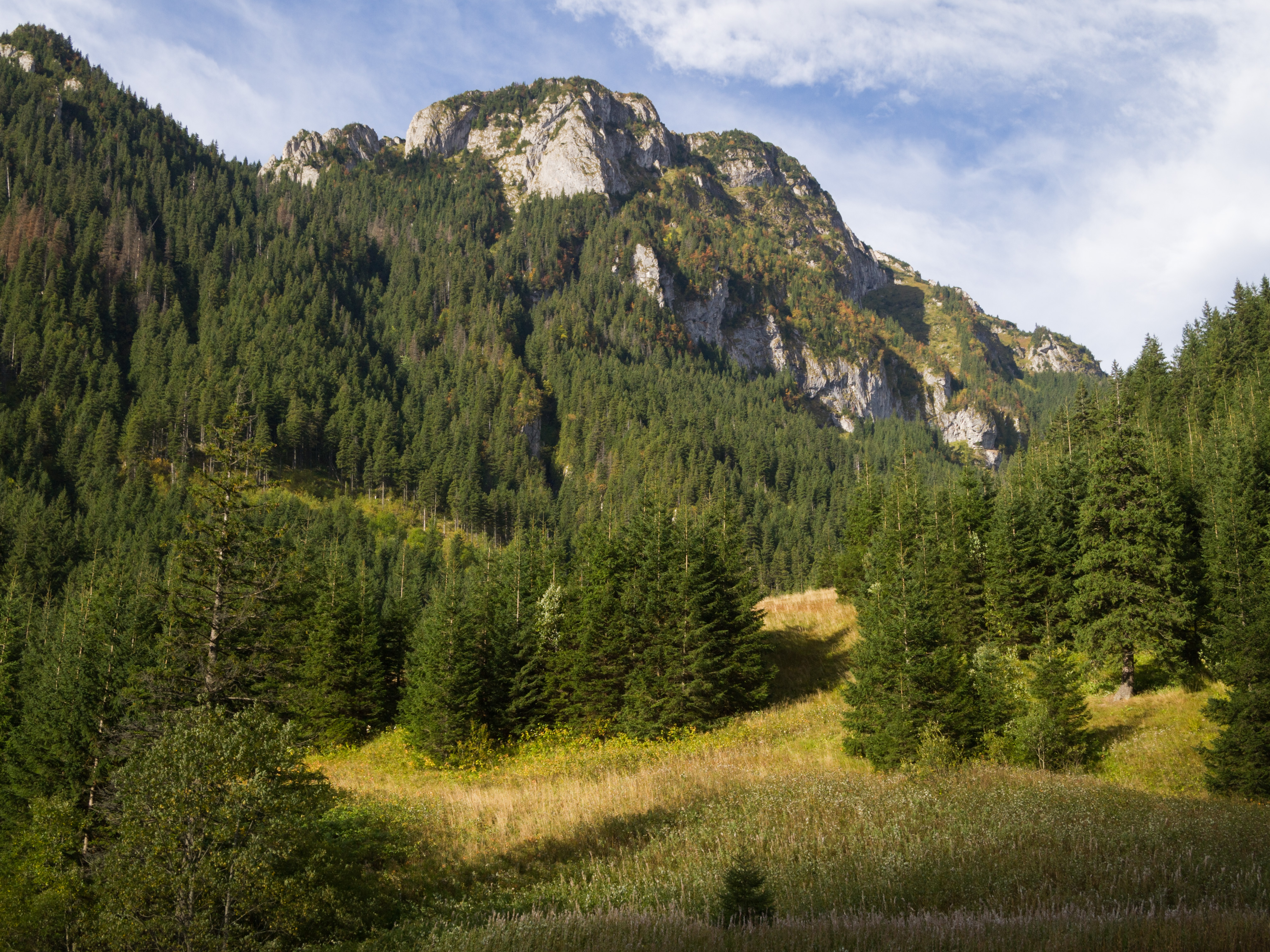
W środku pokryty lasem żleb Głębowiec. Na prawo Raptawicki Wierch

## Opis jaskini
Jaskinię stanowi skalna brama utworzona przez okap znajdujący się nad pionowymi ścianami żlebu. Powstały w ten sposób tunel jest szeroki, o kształcie kwadratu.

## Przyroda
W jaskini brak jest nacieków. Na ścianach rosną porosty, mchy, paprocie i wątrobowce.

## Historia odkryć
Jaskinia była znana od dawna. Pierwszą wzmiankę o niej opublikował W.W. Wiśniewski w 1988 roku. Pierwszy plan i opis bramy sporządziła I. Luty przy pomocy J. Łabęckiej w 2003 roku.